# Layetano Challenger
Il Layetano Challenger è stato un torneo professionistico di tennis giocato su campi in terra rossa. Faceva parte dell'ATP Challenger Series. L'unica edizione si è disputata a Barcellona in Spagna.

## Albo d'oro

### Singolare
| Anno | Campione    | Finalista    | Punteggio     |
| ---- | ----------- | ------------ | ------------- |
| 1981 | Jose Garcia | Mark Dickson | 6–1, 6–7, 7–5 |

### Doppio
| Anno | Campioni                 | Finalisti                       | Punteggio |
| ---- | ------------------------ | ------------------------------- | --------- |
| 1981 | Gonzalo Nunez Hugo Nunez | Rory Chappell John Van Nostrand | 6–4, 7–5  |